# Хосров I (царь Великой Армении)
Хосров I (умер в 217 году) — царь Великой Армении в 191—217 годах из рода Аршакидов; парфянский князь, служивший римским царём-клиентом.

## Биография
Хосров I был одним из сыновей царя Вологеза II Армянского (Вагарша II), который также известен как Вологез V Парфянский, и неизвестной по имени матери. Через своего отца Хосров I был членом правившей в Парфии династии и, таким образом, родственником армянских Аршакидов.
Мало что известно о жизни Хосрова I до того, как он стал царём Армении. В 191 году взошедший на парфянский престол Вологез II уступил армянский престол Хосрову I. На протяжении I и II веков армянский престол обычно занимал близкий родственник парфянского царя царей, носивший титул «Великий царь Армении». Согласно армянскому историку V века Агатангелосу, царь Армении имел второй ранг в Парфянском царстве, уступая только парфянскому царю. Современный историк Ли Э. Паттерсон предполагал, что Агатангелос, возможно, преувеличил важность своей родины. Хосров I был царём Армении с 191 по 217 год. В армянских источниках Хосрова I часто путают с его знаменитым внуком Хосровом II.
Хосров I — царь, которого классические авторы представляли как нейтрального монарха по отношению к Риму. Когда в 195 году римский император Септимий Север совершал свой поход в Парфянское царство, разорив столицу Ктесифон, Хосров I отправил правителю Римской империи дары и заложников. Как клиент-монарх Рима, Хосров I находился под защитой Септимия Севера и его преемника Каракаллы.
Между 214 и 216 годами Хосров I со своей семьёй по неизвестным причинам находился под римским арестом, что спровоцировало крупное восстание в Армении против Рима. В 215 году Каракалла возглавил римскую армию и вторгся в Армению, чтобы положить конец восстанию.
Хосров I может быть Хосровым, упомянутым в египетской надписи, в которой говорится о «Хосрове-армянине».
В 217 году, когда умер Хосров I, его сын Трдат II получил армянскую корону от римского императора Каракаллы. Трдат II был провозглашён царём Армении после убийства Каракаллы, которое произошло 8 апреля 217 года.